# 小渋ダム
小渋ダム（こしぶダム）は、長野県下伊那郡松川町と上伊那郡中川村との境、天竜川水系小渋川に建設されたダム。高さ105メートルのアーチ式コンクリートダムで、洪水調節・不特定利水による天竜川の治水のほか、下伊那郡の農地へのかんがいと水力発電を目的とする国土交通省直轄の多目的ダムである。ダム湖（人造湖）の名は小渋湖（こしぶこ）という。

## 歴史

### 建設
建設省（現・国土交通省中部地方整備局）は天竜川の治水を図るべく、1959年（昭和34年）三峰川（みぶがわ）に美和ダムを完成させた。これにより上伊那における流況は改善されたが、小渋川が合流して以降、下流方面の治水整備は遅れていた。その最大の原因が小渋川である。
小渋川は南アルプスの赤石岳を水源とするが、この地域は屈指の土砂崩落地帯であり、大量の土砂が小渋川を通じて天竜川へ流入していた。これにより河川の流下能力は阻害され、特に泰阜ダムの急激な堆砂の最大要因ともなっていた。これが伊那盆地下流域の水害の原因ともなり、特に1961年（昭和36年）6月の梅雨前線豪雨、通称「三六災害」では天竜川が伊那盆地で湖水さながらの氾濫を起こし、飯田市等に深刻な被害をもたらした。これを受けて建設省は水害の最大要因である小渋川の治水を図るべく、多目的ダムを建設する計画を立案したのである。
こうして小渋ダムは小渋川総合開発事業の一環として1961年（昭和36年）に建設が開始され、1969年（昭和44年）に完成。小渋ダムは天竜川水系では初のアーチ式コンクリートダムである。

### 河川環境の改善
小渋川は、小渋ダムより下流およそ5.1キロメートル先で天竜川へと合流する。小渋ダム完成以来、出水などを理由とするダム放流中を除き、その区間は水のない状態が続いていた。また、小渋ダム湖より上流、生田ダムまでの1.7キロメートルの区間もまた、無水区間となっていた。
この無水区間を解消して河川環境を改善を図る小渋ダム水環境改善事業の一環として、生田ダムより毎秒0.7立方メートル、小渋ダムより毎秒0.72立方メートルの水が常時放流されることになり、2000年4月より開始された。これによって無水となっていた区間に再び水が戻り、河川環境が改善されたことで水棲生物の増加を確認。河川利用者数も事業着手以降増加し、事業目的のひとつでもあったレクリエーション・教育の場の提供も果たしている。

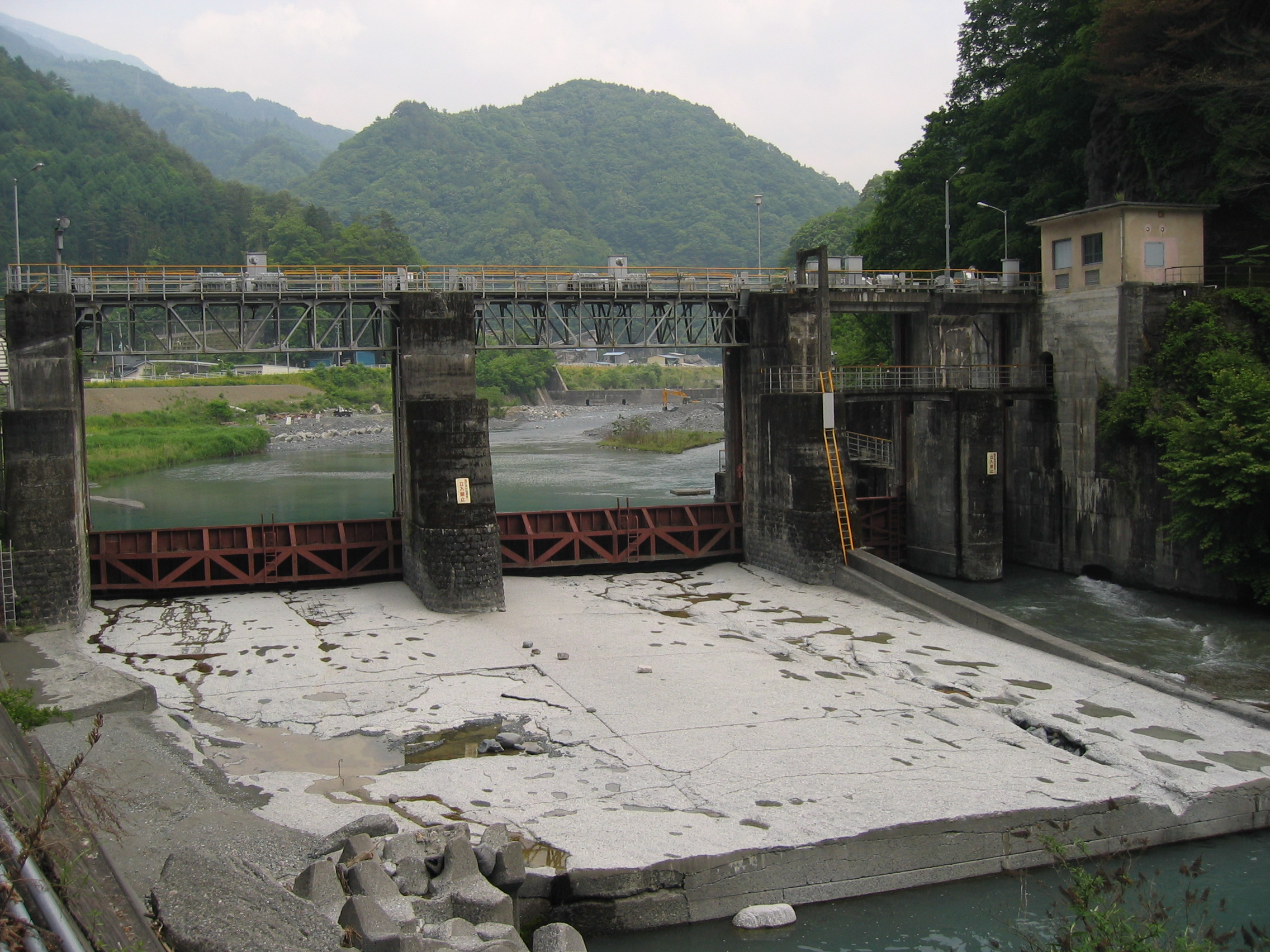
生田ダム。小渋ダム上流に建設された中部電力の水力発電用取水ダム。2000年度より小渋ダム同様に河川維持放流を行っている。

### 堆砂対策
天竜川水系最大の土砂流出河川である小渋川をせき止めた小渋ダムであるが、当初の予想を上回る多量の土砂がダム湖に流入している。急速に進行する堆砂により、ダムの洪水調節機能に支障を来たすおそれが出てきた。
これを受けて国土交通省は2000年（平成12年）よりダムの機能保持を図るべく「小渋ダム施設改良事業」に着手した。美和ダムと同様にダム左岸部に全長4kmの排砂バイパストンネルを建設し、排砂促進と堆砂除去を図るというものである。
バイパストンネルの建設工事は2009年（平成21年）に着手、2016年（平成28年）に完成し試験運用を開始した。しかし2020年の梅雨において15日間にわたりバイパスした結果、取水部直後の鋼板剥離および深さ1.7mもの洗掘、トンネル内部における深さ1.4mほどの洗掘、吐き出し部分の水平水路流出などが生じた。これらの原因はいずれも摩耗であり（例：25mm厚の鋼板が13mm厚まで摩耗し千切れた）、およそ2年間となる2023年5月までかけて床面部の全面強化をすることになった。強化完了後となる2023年6月より本格運用を開始した。

## 周辺

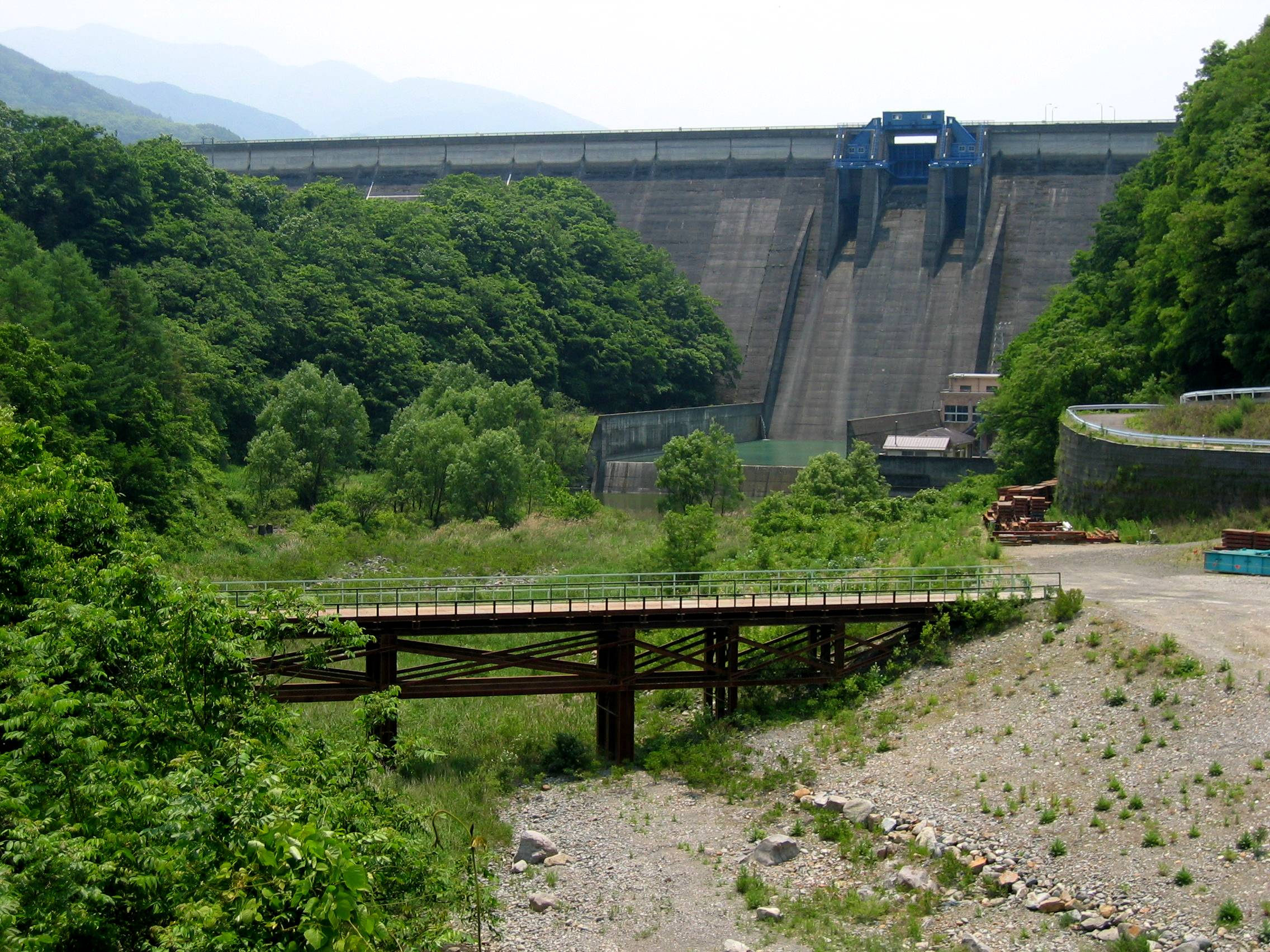
美和ダム。天竜川ダム統合管理事務所で小渋ダムとともに管理運営されている。

中央自動車道 松川インターチェンジより長野県道59号松川インター大鹿線を大鹿村方面に向かって直進すると小渋ダムが見えてくる。緑色に塗装された放流設備やキャットウォーク（巡視路）、ダム右岸側中腹から立ち上るエレベーターが特徴的である。ダム湖は小渋湖（こしぶこ）と命名され、完成翌年の1970年（昭和45年）には天竜小渋水系県立自然公園に指定された。小渋湖はその漁業権をダムを管理する国土交通省が所有しており、通年無料で一般開放されているため釣り客に人気である。ただし一部の魚類は生育のための禁漁期間が設けてあるので注意。釣れる魚の種類と時期、よく釣れるポイントなどは小渋ダムインフォメーションセンター付近に看板が掲示されている。なお、小渋ダムより上流の四徳川と下流の小渋川は天竜川漁業協同組合の管理地であり、同組合が発行する漁業鑑札が必要なので注意。
右岸（中川村側）にある小渋ダムインフォメーションセンターは2003年（平成15年）に新しく建設された建物で、小渋ダムの歴史と現在の姿を知ることができるほか、周辺自治体の情報提供も行っている。また、一般向けのダム見学会などが開催されるときは受付窓口にもなっている。開館は年中無休だが、午前8時から午後5時までとなっているので注意。インフォメーションセンターから続くダム堤頂は見学が可能で、そのまま堤頂を通ってトンネルを抜けた先の左岸（松川町）には天竜川ダム統合管理事務所がある。なお、小渋ダム左岸の地籍は下伊那郡松川町だが、ダム管理事務所の敷地のみアクセス等の問題から中川村大草地籍となっている。右岸の高台には展望台が設けられており、小渋ダム・小渋湖を見下ろせる。周辺は景勝地・小渋峡となっており、中川村には小渋湯温泉、大鹿村には鹿塩温泉が有名である。
ダム直下には小渋湖より取水した水で発電している小渋第一発電所がある。同発電所で利用された水は放水路から導水路によって天竜川河岸まで導かれ、その先の小渋第二発電所で再び発電に利用される。小渋第二発電所隣にも水力発電所があるが、これは小渋ダムより上流の生田ダムより取水した水を利用している、中部電力の生田発電所である。小渋第一・第二発電所はダム完成当時から運用されているものであるが、2000年に小渋ダム水環境改善事業の一環として小渋第三発電所が新設された。これは小渋ダム下流河川維持放流水を利用したもので、小渋第一発電所直前の水圧鉄管より取水しダム直下に放流している。
小渋ダムは現在、天竜川ダム統合管理事務所によって、同じく天竜川水系の三峰川に建設された美和ダムとともに総合的な管理が行われている。同事務所ではウェブサイトを通じて小渋ダムや美和ダムおよびその下流に設置したライブカメラの映像や、数々のダム関連資料、さらに2ダムの流入・放流・貯水状況などのリアルタイムデータを公開している。また、小渋ダムではダム周辺環境維持のために伐採した樹木や出水でダム湖に流れ着いた流木を回収してチップに加工し、定期的に無料提供している。誰でも連絡不要で自由に持ち帰れるが集積場所がダム付近の1場所に決まっているため自身で直接取りに行く必要がある。また集積場所への道路が非常に狭いので通行時の注意は欠かせない。
2012年（平成24年）、国土交通省中部地方整備局は「小渋ダムへの危機管理対策施設の設置」事業として、管理事務所の脇にヘリポートを整備した。周辺はキノコや山菜が豊富に採れる反面、急斜面や切り立った断崖が多く滑落事故や遭難事故が後を絶たない。また中川村側には「オートパーク・クワ」というモトクロス場もありライダーの転倒事故が年間複数件発生している。小渋ダム周辺の道路もカーブが多く、道幅が狭い道路もあり、通行に不慣れな県外者等の交通事故や道下への転落事故も発生しているため、このような周辺で発生する救急事案の搬送に関して迅速に対応する支援施設として建設され、長野県のドクターヘリの着陸指定ヘリポートとして認可登録されている。

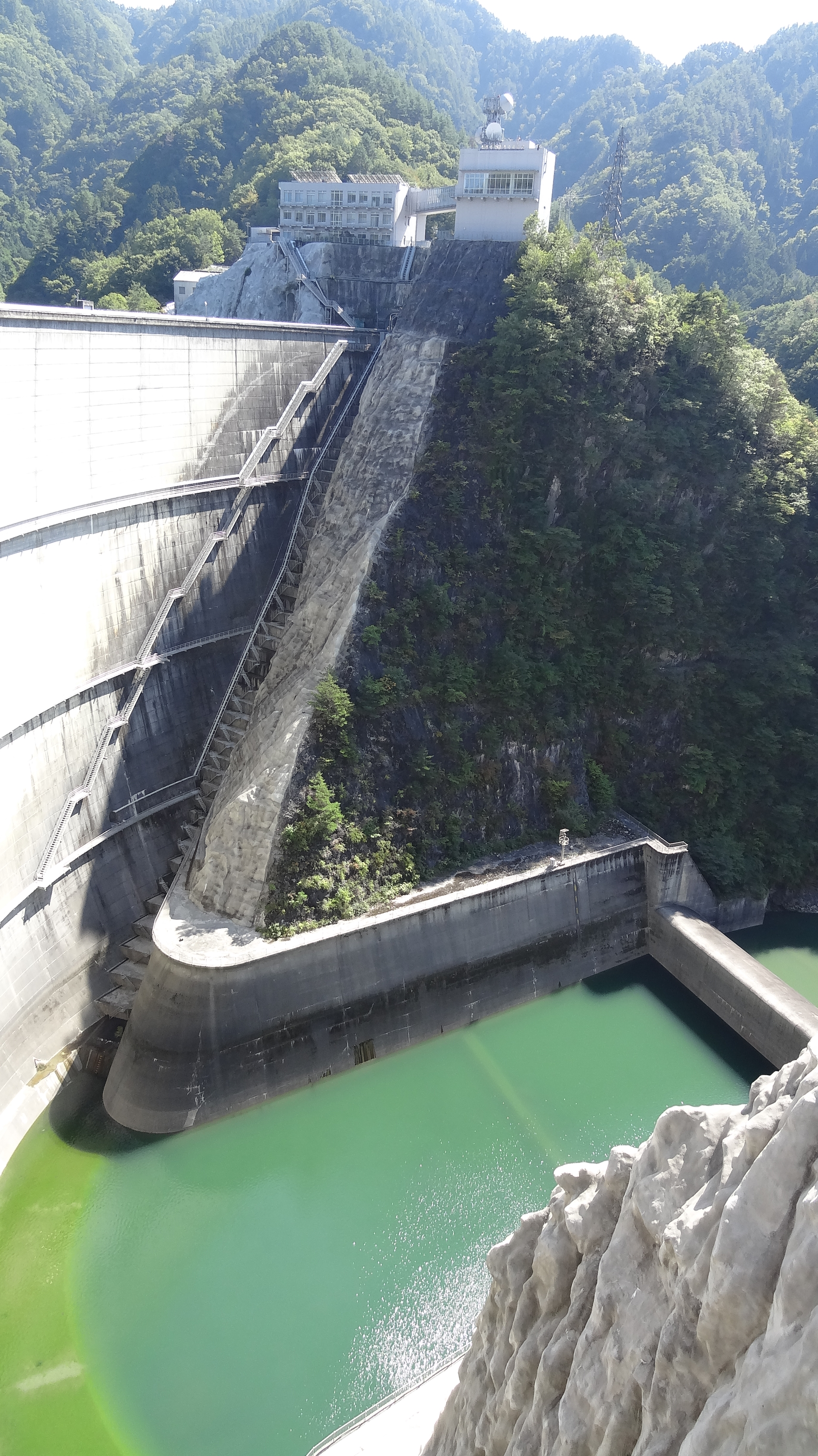
ダム直下の減勢工（副ダム）
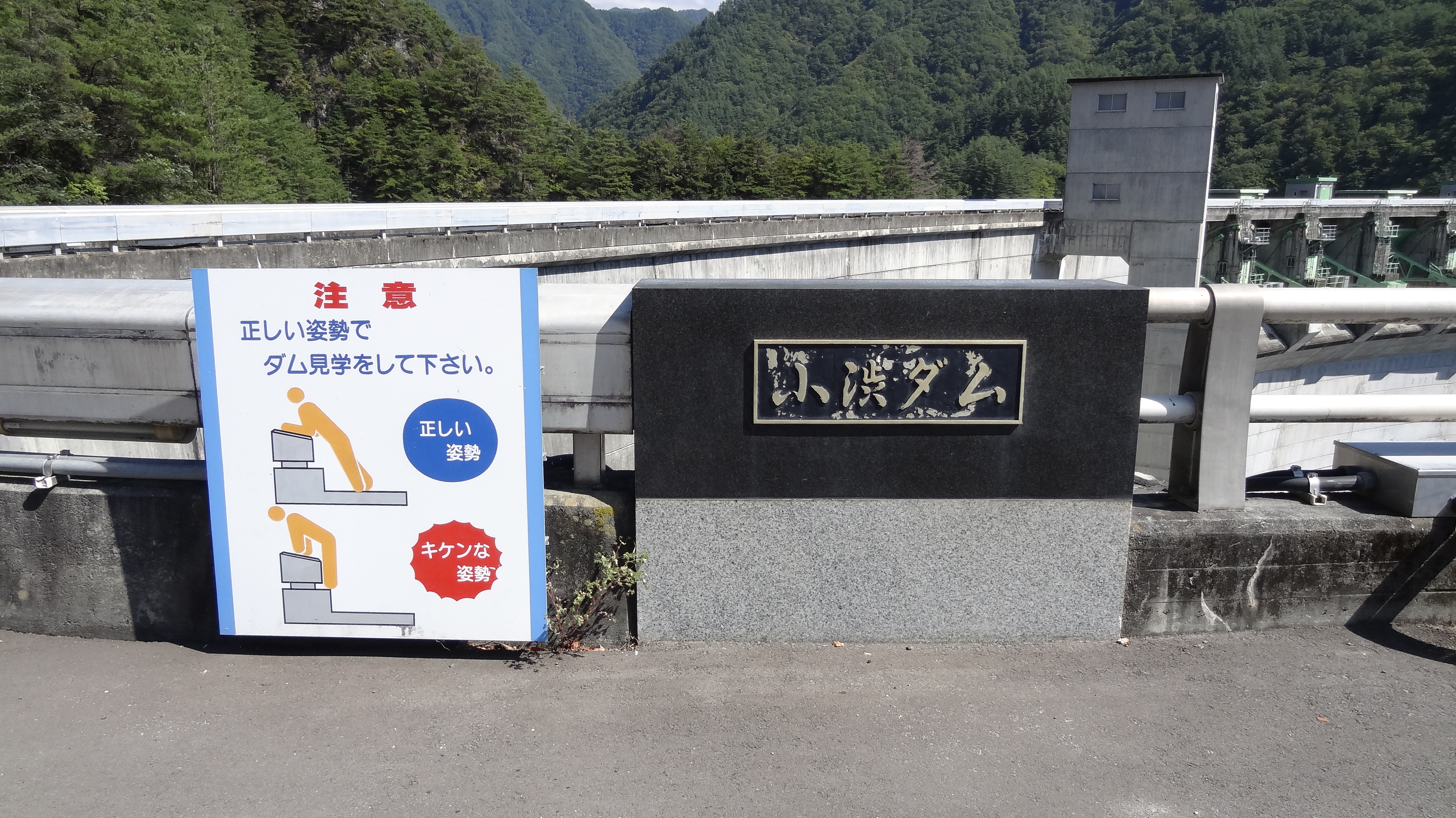
天端から身を乗り出さないよう見学者に対し注意を呼びかけている
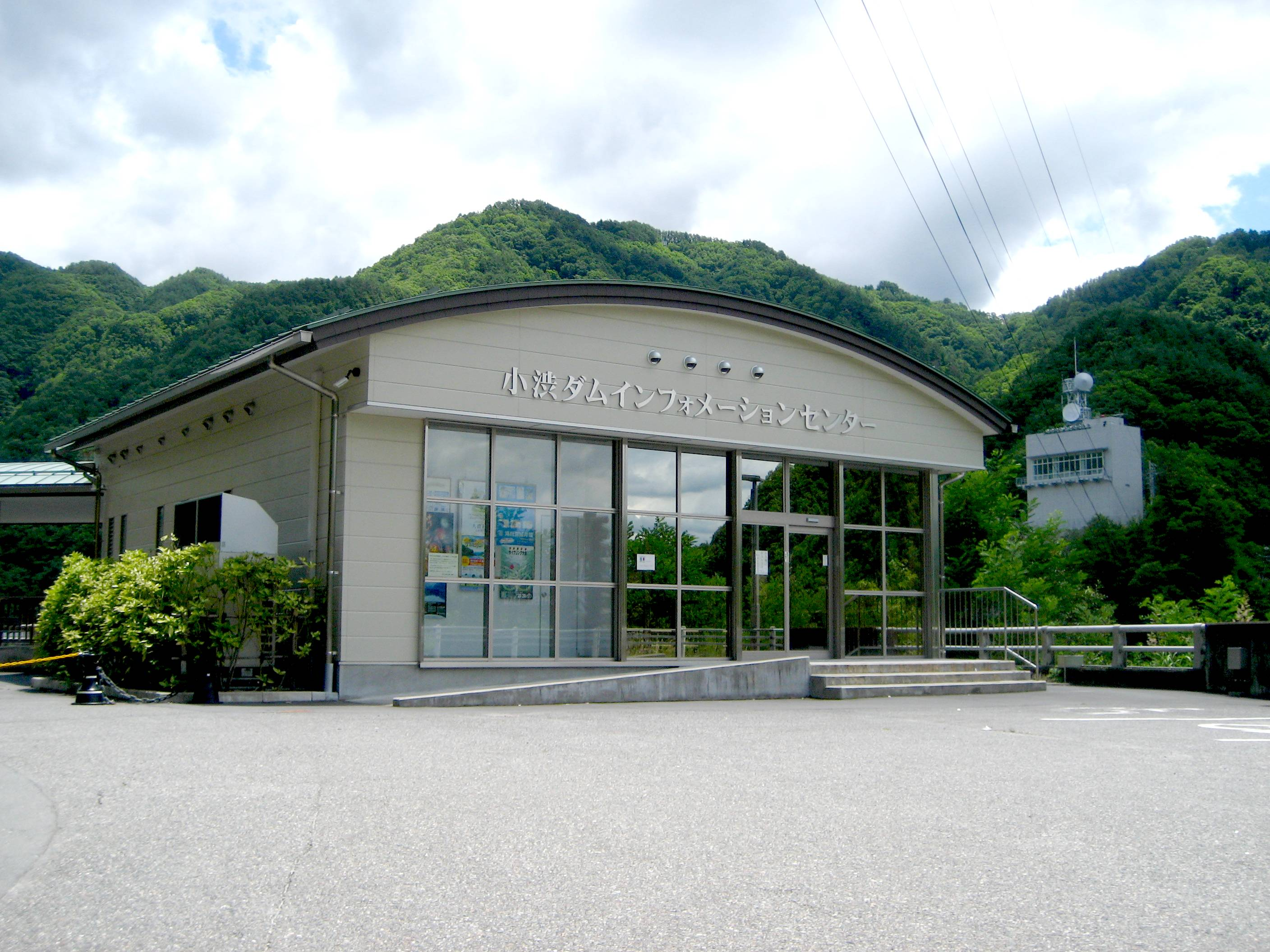
小渋ダムインフォメーションセンター
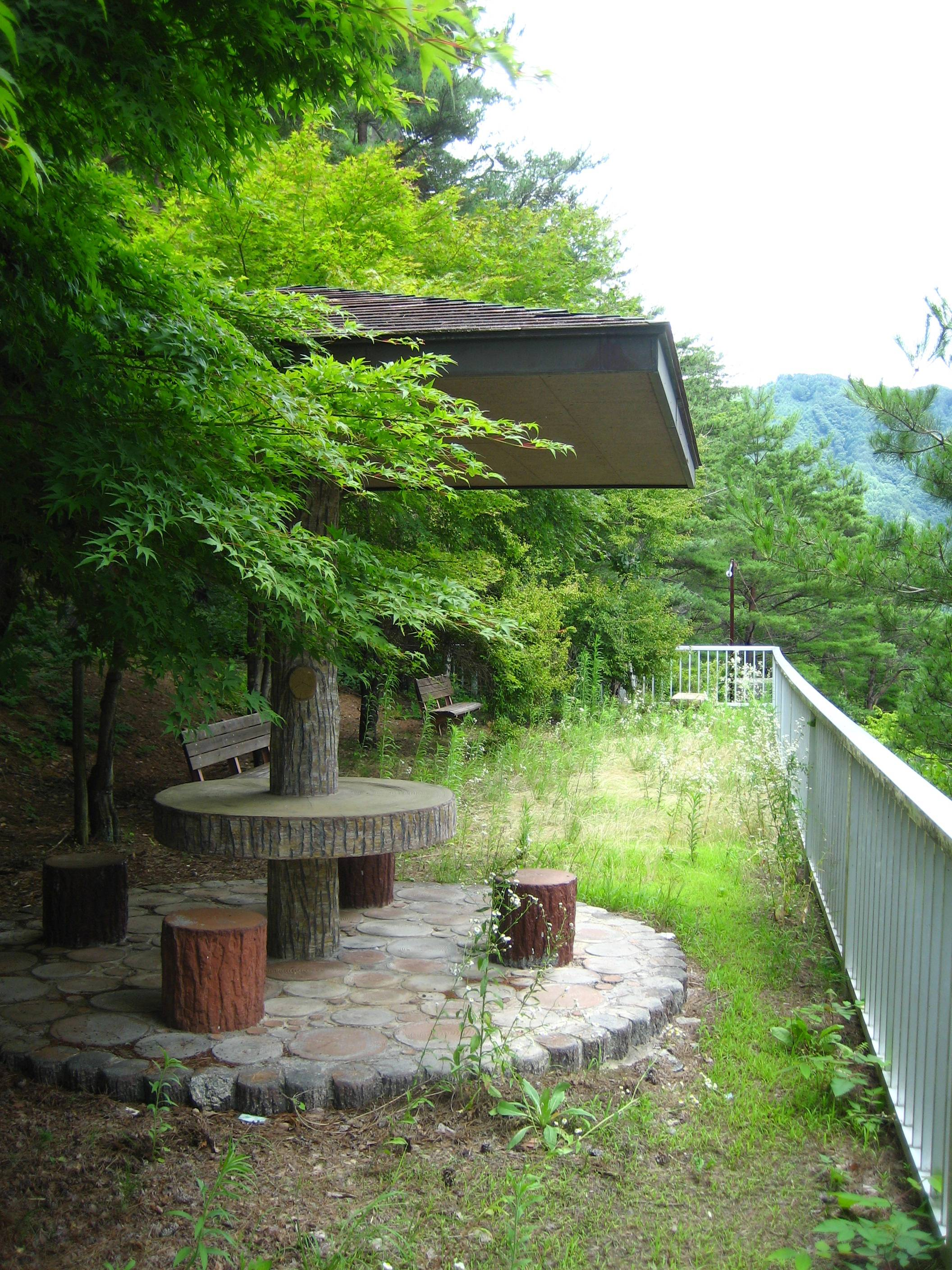
展望台
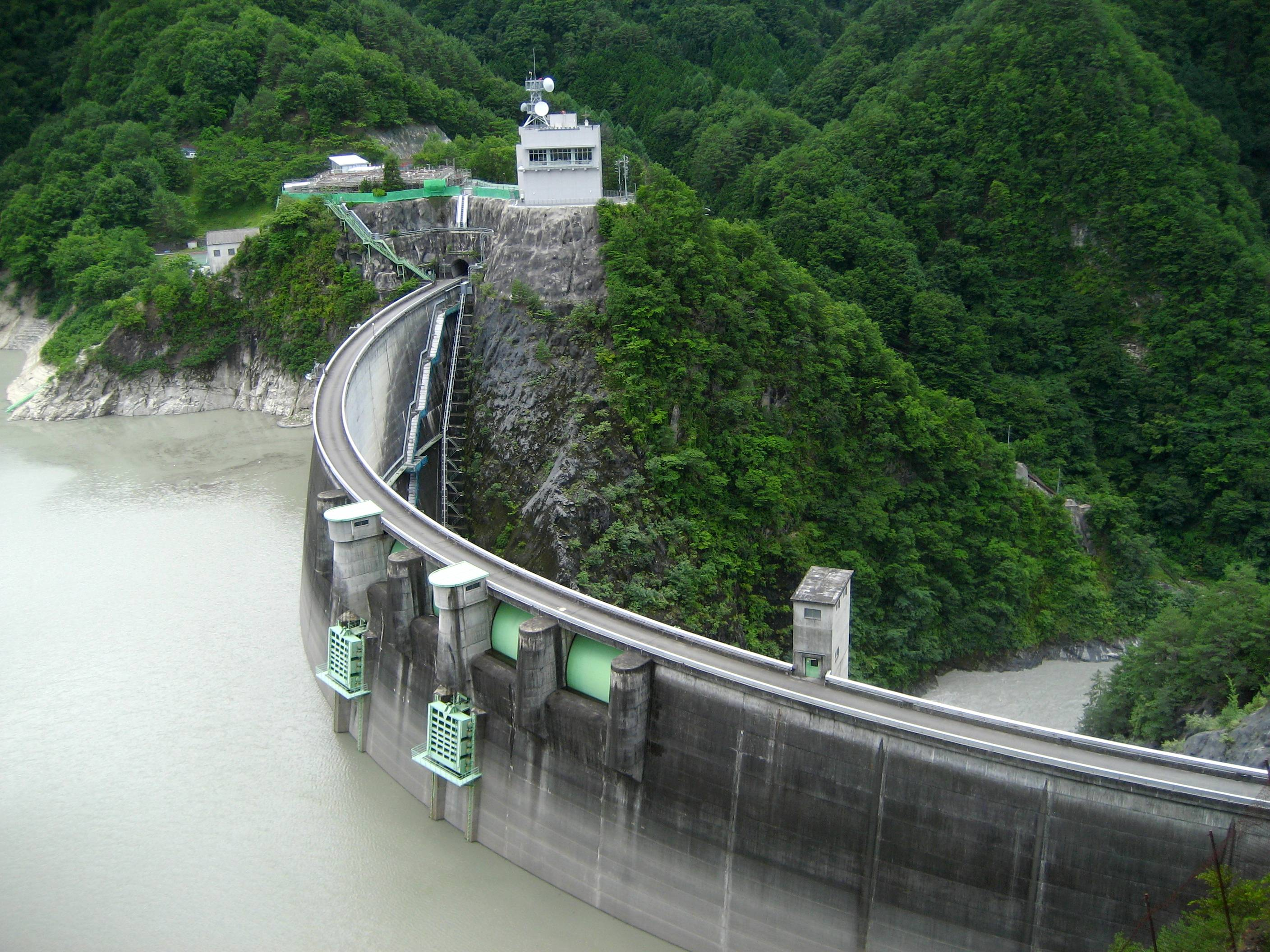
小渋湖の眺め
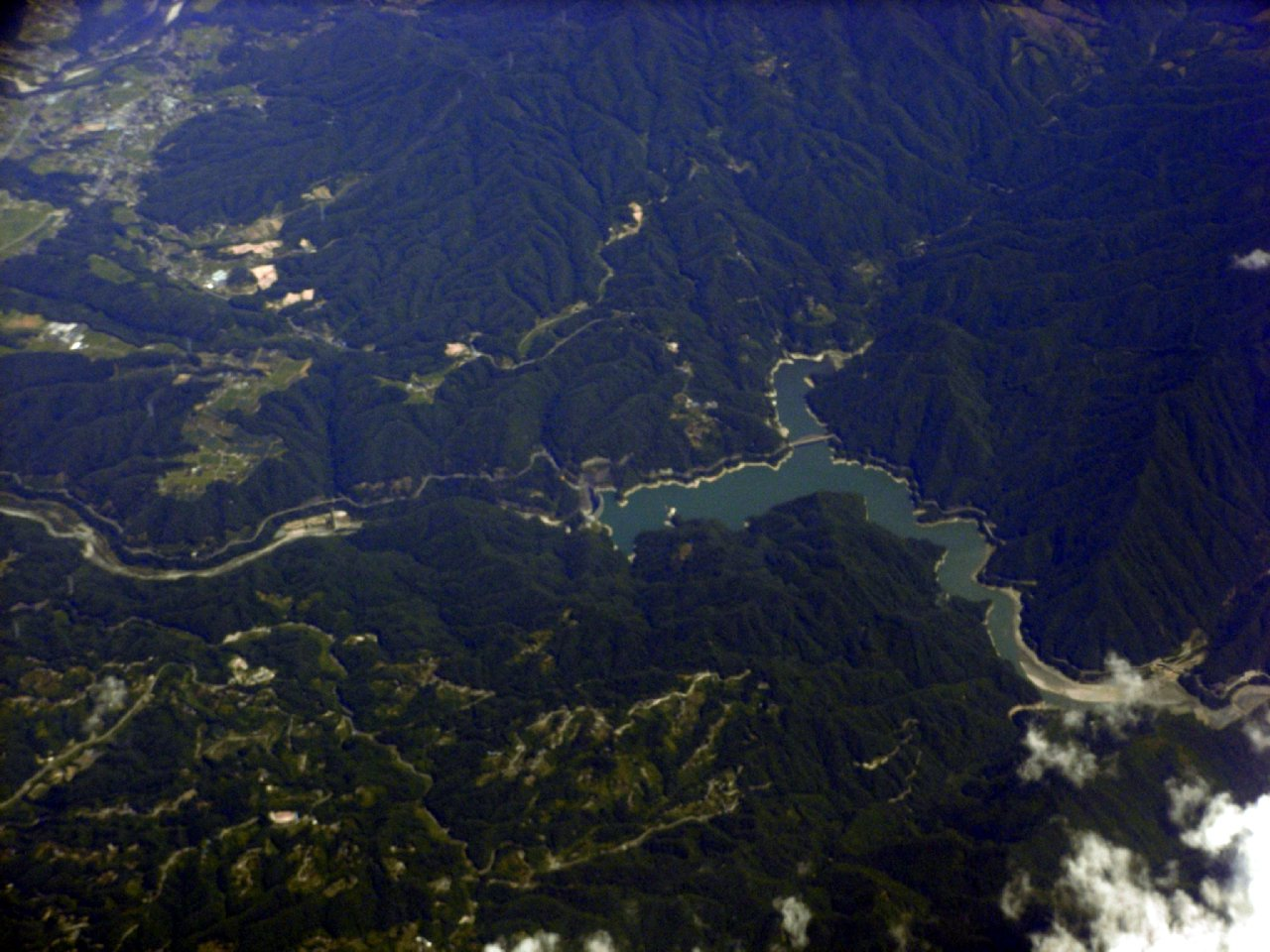
小渋湖空撮